# Ahmed Yasser Rayyan
Ahmed Yasser Rayyan là một cầu thủ bóng đá người Ai Cập hiện tại thi đấu cho Al-Ahly. Anh xuất thân từ hệ thống trẻ của Al-Ahly. Anh là con trai của cựu tuyển thủ quốc gia Ai Cập Yasser Rayyan . Anh có màn ra mắt cho Al-Ahly ngày 10 tháng 9 năm 2017, trước El-Geish ở Giải bóng đá ngoại hạng Ai Cập.